# Лемма Мегерса
Лемма Мегерса (оромо Lammaa Magarsaa; род. 26 июля 1970, Misraq Welega Zone, Оромия) — эфиопский государственный и политический деятель. Работал министром обороны с 2019 по 2020 год. Также был главой администрации региона Оромия и заместителем председателя правящей в регионе «Демократической партии оромо».

## Биография
Родился в провинции Уоллега. Учился в средней школе имени генерала Тадессе Биру. Получил степень бакалавра в области политологии и международных отношений в Аддис-Абебском университете, а затем получил степень магистра в области международных отношений в том же университете.
На должности главы администрации Оромии принял меры в отношении инвестиционных проектов, которые работали с нарушением правил или не приносили пользу региону. Региональное правительство аннулировало лицензию на осуществление деятельности таких предприятий. Кроме того, был закрыт ряд нелегальных горнодобывающих компаний.
Его усилия по проведению реформ и объединению страны привели к тому, что The Economist описал его как «самого популярного политика страны».
Из-за разногласий с правительством Эфиопии не стал участвовать в формировании «Партии процветания», возглавляемой премьер-министром. В 2020 году был смещен с должности министра обороны после открытой критики политических реформ правительства страны.
В декабре 2020 года находился под домашним арестом.
Является членом правления Ассамблеи Бога в Эфиопии.